# Opsigalea
Opsigalea là một chi bướm đêm thuộc họ Noctuidae.

## Loài
- Opsigalea blanchardi Todd, 1966